# 何塞·加斯帕尔·罗德里格斯·德·弗朗西亚
何塞·加斯帕尔·罗德里格斯·德·弗朗西亚-贝拉斯科（西班牙語：José Gaspar Rodríguez de Francia y Velasco，1766年1月6日—1840年9月20日），巴拉圭政治人物，1811年推动巴拉圭脱离西班牙殖民帝国獨立，并在独立后逐步铲除异己，自任巴拉圭領袖、獨裁者及元首，直到1840年逝世。他的官方头衔是“巴拉圭的最高和永久独裁者”，但巴拉圭民众普遍称他为“巴拉圭最高领袖”。他被认为是主张巴拉圭从拉普拉塔联合省和从巴西帝国完全独立的主要理论家和政治领袖。

## 早年生活和教育
弗朗西亚的出生地位于今天巴拉圭亚瓜龙，其父是一名来自圣保罗的军官，后成为烟草种植园主，母亲是巴拉圭人，是西班牙殖民者的后裔。
弗朗西亚曾就读于位于亚松森的圣弗朗西斯科修道院学校，虽然该校最初是为了培训天主教神职人员而设立的，但是他最终并没有成为天主教神职人员。1785年4月13日，经过4年的学习，他成为国立科尔多瓦大学蒙特塞拉特学院的神学博士和哲學碩士。:21
尽管有人认为他的父亲是一位黑白混血儿，但他还是于1790年在亚松森的圣卡洛斯神学院获得了令人垂涎的神学教授职位。不过由于他的观点非常激进，因此这使得他很难继续他的神学教师生涯。于是他很快就放弃了神学而去学习法律，最后他成了一名律师，并学会了五种语言，分别为瓜拉尼语、西班牙语、法语、拉丁语和英语。
在他的学习期间，他受到了启蒙思想和法国大革命的影响，对此弗朗西亚对西班牙强加给巴拉圭的阶级制度感到深恶。作为一名律师，他很有正义感，他会为一些贫穷的人辩护，使他们有能力和富人对簿公堂。作为启蒙运动和法国大革命的信徒及伏尔泰、让-雅克·卢梭和法国百科全书派的忠实读者，弗朗西亚拥有亚松森最大的图书馆。由于他对天文学很感兴趣，再加上他对法语和其他在亚松森被认为是神秘的学科的知识，使一些迷信的巴拉圭人认为他是一个有预测未来能力的巫师。

## 政治生涯

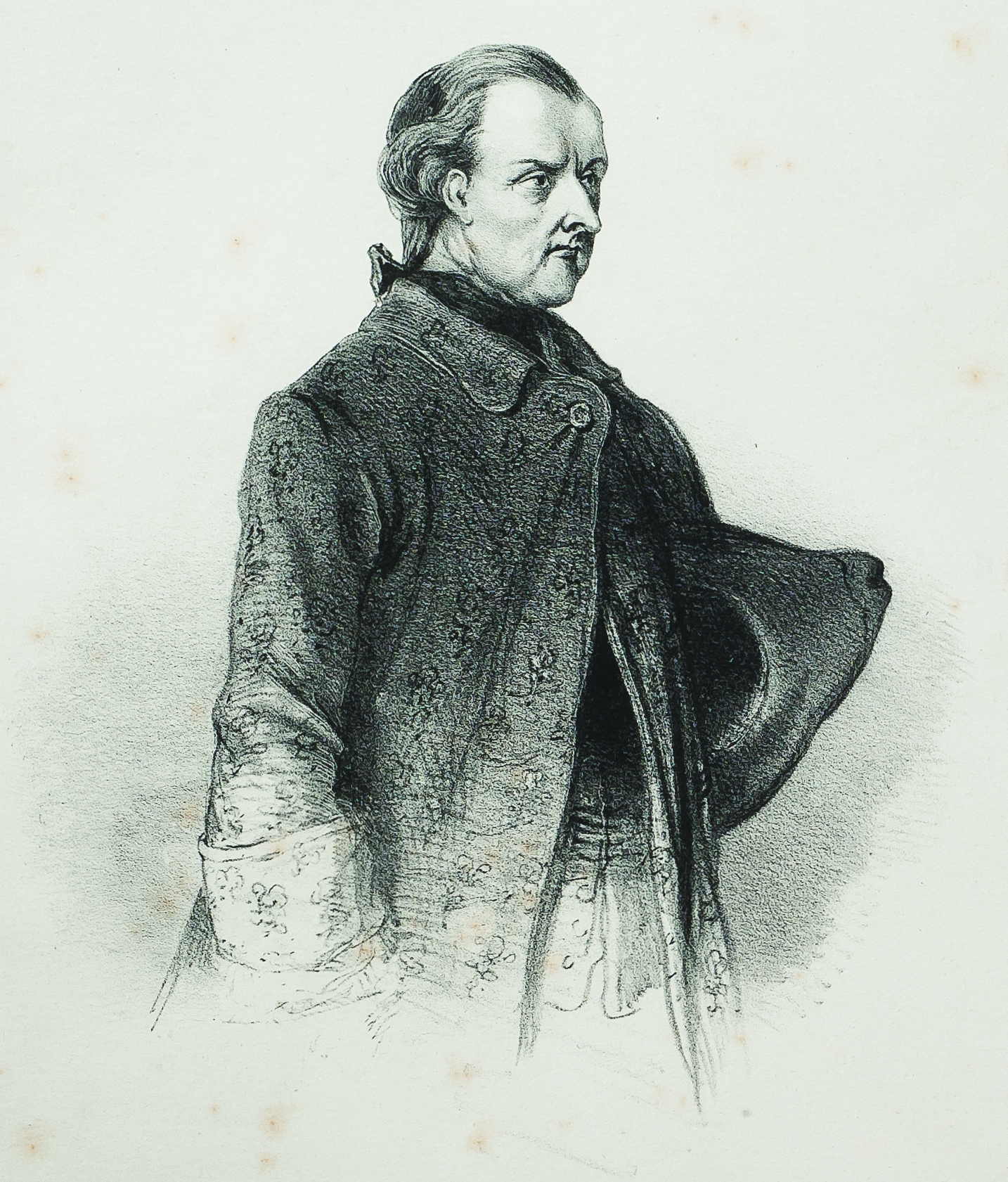
弗朗西亚画像

他很早就表现出对政治的兴趣。他于1807年成为殖民地参事会的一名成员，后于1808年成为财政官员，并且在1809年8月艰难地成为了亚松森参事会的首脑，这是他作为一名西班牙裔拉丁美洲人所能获得的最高职位。虽然早在1798年，他曾尝试过争取这个职位，但是由于其卑微的出身而以失败告终。:22参事会的其他重要成员还包括富尔亨西奥·耶格罗斯、佩德罗·胡安·卡瓦列罗、曼努埃尔·阿塔纳西奥· 卡瓦纳斯和最后一位殖民地总督貝爾納多·德·貝拉斯科。
五月革命后，总督贝拉斯科于1810年7月24日召开了省议会。会上弗朗西亚的言行震惊了其他成员，因为他否认了西班牙国王的必要性。当巴拉圭在1811年5月15日宣布独立时，他被任命为三人执政集团的秘书，并在1811年6月17日的国会会议上被列入五人执政集团。8月1日，他因为军队对国会的控制而辞职。他退隐到农村，在那里散布谣言说这个国家将被无能的政府出卖。他是这个国家为数不多的受过良好教育的人之一，所以最后很快就成为了这个国家真正的领袖。当时的巴拉圭只有一个人有博士学位，这个人是胡安·博加林，他也是五名军政府成员之一。
1811年10月，他同意重返军政府，但条件是博加林必须下台。他后来于12月15日再次辞职，直到1812年11月16日才回来，然后负责外交政策和管理一半军队。
巴拉圭人经常简单地称他为“弗朗西亚博士”或卡拉伊·瓜苏（Karai Guasu，瓜拉尼語中的“大领主”或“大老爷”之意）。与此同时，一些印第安人相信他有超自然的力量。当一些人看到他用经纬仪测量星星时，这些人认为他是在和夜魔说话。弗朗西亚后来用这种方法来整顿亚松森的街道。
1813年10月1日，国会任命弗朗西亚和富尔亨西奥·耶格罗担任一年的副执政官，弗朗西亚担任第一个和第三个季度的任期，每个人控制一半的军队。1813年10月12日，巴拉圭宣布脱离西班牙帝国独立。
1814年3月，弗朗西亚禁止西班牙人之间结婚，他们必须与印第安人、黑人或黑白混血儿结婚。:39

### 独裁官
1814年10月1日，国会任命他为全权执政官，任期三年。他巩固了自己的权力，以至于1816年6月1日，另一届国会投票决定让他终身掌握国家的绝对控制权。在接下来的24年里，他仅在另外3个人的帮助下治理国家。根据历史学家理查德·艾伦·怀特的说法，这几次代表大会在当时实际上是非常进步的，所有23岁以上的男性都具有投票权。从1817年起，他开始任命议会成员，但后来又在1825年决定关闭议会。

## 政策

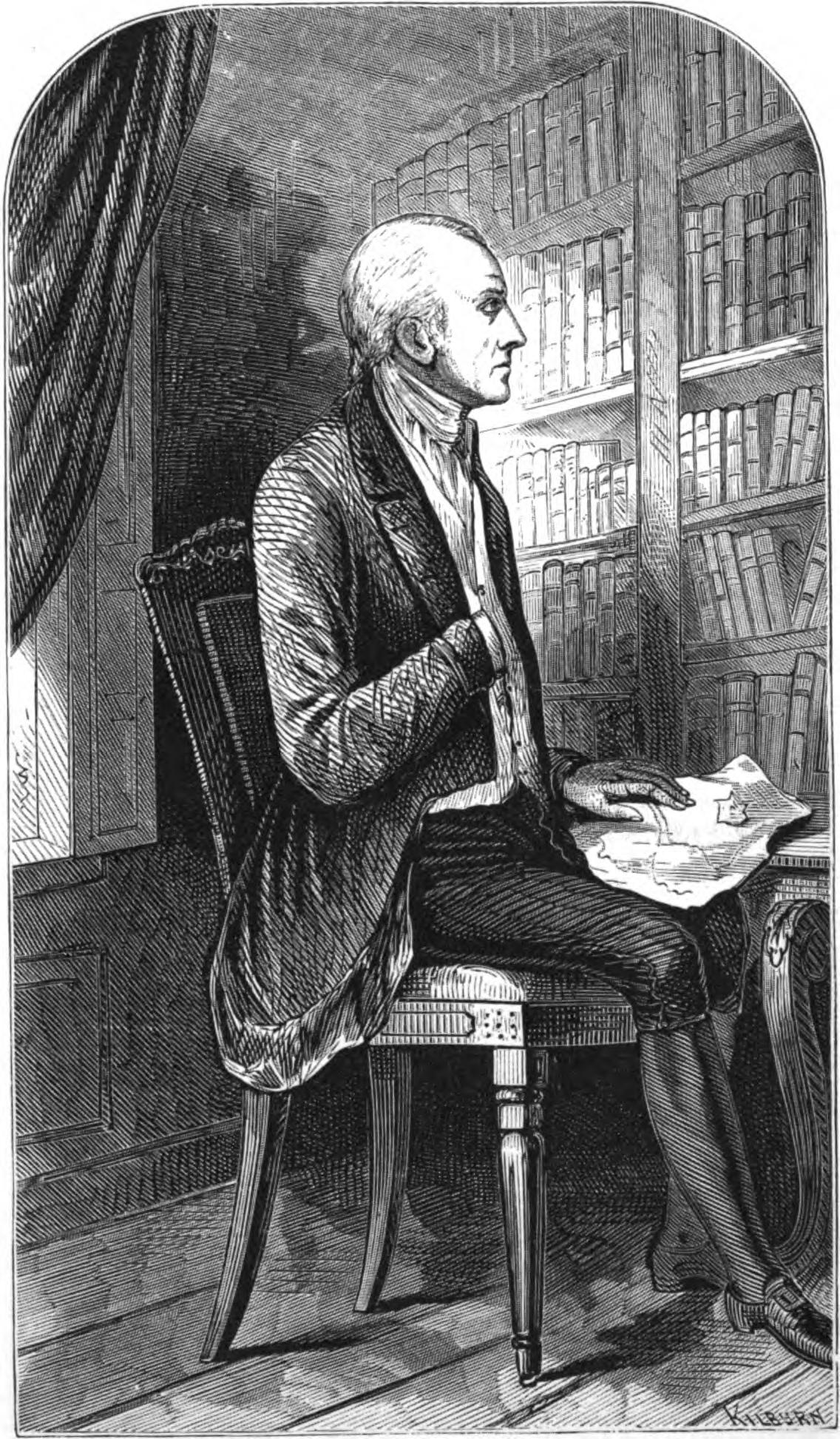
弗朗西亚博士

拉丁美洲学者安东尼奥·德拉科瓦总结了弗朗西亚的统治:

“在他身上我们发现了些奇怪的组合：能力和任性、远见卓识和鲁莽的迷恋以及追求崇高理想的艰辛努力和公然违反最简单的正义原则。他切断了巴拉圭与世界其他地区的联系，停止了对外贸易，但是他精心发展了巴拉圭国内的工业和农业。弗朗西亚博士乐于招待来自其他国家的陌生人，并把他们囚禁了多年。他过着共和主义者式的简朴生活，但是对于他哪怕是最轻微的不尊重都会受到严厉的惩罚。随着时间的推移，他似乎变得越来越专横跋扈。他深受法国大革命原则的影响，是教会的坚定敌手。他废除了宗教裁判所，取缔了神学院，取消了什一税，并对教士进行无休止的侮辱。他使贵族处于从属地位，并通过训诫和榜样来劝阻婚姻，却留下了一些私生子。由于他晚年的挥霍无度，人们普遍认为他精神错乱了。”

弗兰西亚的目标是建立一个以卢梭的社会契约原则为基础的社会，他的思想也受到了罗伯斯庇尔和拿破仑的启发。为了建立这样一个乌托邦，他对巴拉圭实行无情的孤立，禁止一切对外贸易，不过与此同时他也发展了本国的民族工业。
弗朗西亚经常被归类为后殖民时代的独裁者之一，但他却背离了大多数同时代人的专制倾向。相反，他试图按照下层阶级和其他边缘群体的愿望重新组织巴拉圭。他极大地限制了教会的权力，也限制了土地上的精英阶层的权力，而倾向于让农民在国有土地上谋生。虽然一些学者批评他完全反对教会，但他只是试图削弱教会无所不包的政治控制。他实际上建造了新教堂，并利用国家资金支持宗教节日。弗朗西亚政府还接管了通常由教会监督的服务（如孤儿院、医院和无家可归者护理），以便更有效地管理它们。事实上，除了少数统治阶级外，弗朗西亚和他的政策受到大多数巴拉圭人的欢迎，他在外交事务上的中立态度在动乱时期维持了和平。

## 1820年起义和警察国家

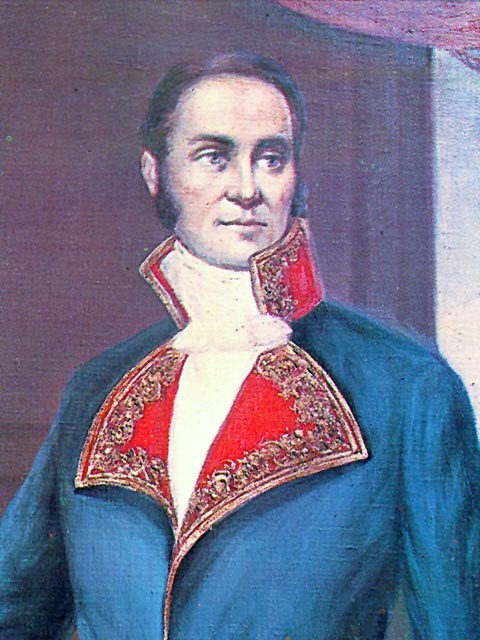
富尔亨西奥·耶格罗斯，巴拉圭的共和国执政官和弗朗西亚的政敌

1820年2月，弗朗西亚的政治警察“毛脚”发现并迅速粉碎了由精英和许多独立运动领袖对他的暗杀计划。唯一逍遥法外的密谋者胡安·博加林最后向神父承认了这一阴谋。这件事情让弗朗西亚逮捕了近200名巴拉圭知名人士，他们之中的绝大部分都遭到了处决。1821年6月9日，两名奴隶和神父发现了一封信件，上面详细的写着如何推翻弗朗西亚。这件事情导致弗朗西亚逮捕了300名西班牙人，并强迫他们站在广场上读这封信。18个月后，他们被罚款15万比索（相比之下，1820年巴拉圭全国的预算是164723比索）之后才被释放。主谋者富尔亨西奥·耶格罗斯和佩德罗·卡瓦列罗被逮捕并被判处终身监禁。卡瓦列罗最终于1821年7月13日自杀，四天后耶格罗斯被处决。
弗朗西亚宣布所有反对派都为非法组织，并建立了一支秘密警察部队。他的地下监狱被称为“真相之屋”，巴拉圭的大多数制造业都是由监狱的囚犯充当劳动力的。虽然弗朗西亚废除了鞭刑，但是他执行死刑的手段非常残忍，他要求所有的死刑都要在他窗外一棵橘子树下的凳子上执行。为了节约子弹，他决定使用刀子去刺杀受刑者，并且家属在一天之后才能收尸，以确保这些死刑犯已经死亡。
许多囚犯也被流放到距其他定居点70英里（110）远的特维戈集中营，这个地方东边是无边无际的沼泽，西边是格兰查科沙漠。他死后，巴拉圭监狱里有606名在押囚犯，主要是外国人。:116
1821年，弗朗西亚下令逮捕法国著名植物学家和探险家埃梅·邦普兰。当时邦普兰在巴拉那河岸边经营一个私人农场，种植和贩售巴拉圭冬青。后来由于邦普兰擅长医学，弗朗西亚给了他宽大处理，允许他住在一座房子里，并要求他为当地驻军提供医疗服务，直到1831年他才重获自由

### 军事
弗朗西亚认为，拉丁美洲各国应该在国家平等和联合防御的基本原则上建立一个联盟。他建立了一支规模虽小但装备精良的军队，装备主要来自于没收的耶稣会军火库。军队的规模会因外部威胁的大小而变化，例如在1824年军队有超过5500人，但在1834年只有649人。弗朗西亚故意误导外国人，使他们以为巴拉圭军队有5000多人，但实际上绝大部分时候不超过2000人，不过他还维持着一支15000人的后备军。巴拉圭制造的第一艘军舰在1815年下水，到19世纪20年代中期，巴拉圭拥有由100艘独木舟、单桅帆船和平底船组成的海军。该国军人地位崇高，普通民众遇到士兵时必须脱帽致敬，许多买不起帽子的印第安人甚至因此专门佩戴一个帽沿。现金只能用来交换武器和弹药，1832年，从巴西进口了2000支毛瑟枪和军刀。
虽然没有战争，但与阿根廷在坎德拉里亚这个地方存在领土争端。虽然弗朗西亚最初在1815年对此地置之不理，但是他在1821年时于边境上建了一个堡垒，第二年又建了一个，1832年又建了第三个。:110在1838年，军队再次占领了坎德拉里亚，理由是弗朗西亚需要保护当地的瓜拉尼人。
巴拉圭士兵只在边界的前哨看到行动，而这些前哨经常遭到瓜伊库鲁族印地安人的攻击。1823年，弗朗西亚允许巴西商人在坎德拉里亚进行贸易。弗朗西亚将把国家的大部分预算花在军队上，但士兵也被用于建设公共工程的劳动力。

### 教育
弗朗西亚废除了高等教育，理由是为军队提供资金是国家财政的首要任务，而且私人学习可以在他的图书馆里自由进行。1822年，弗朗西亚关闭了该国唯一的宗教学院，主要原因是主教患有精神疾病（以及他对教会权力的清洗）。尽管如此，他在1828年规定所有男性必须接受国家教育，但他既没有帮助也没有阻碍私立学校。即使如此，在这之后，学生与教师的比例一直在，文盲的数量在不断减少。根据理查德·艾伦·怀特的说法，到1825年，学生与教师的比例已达到36比1。1836年，弗朗西亚开办了巴拉圭的第一家公共图书馆，里面的书籍都是从他的政治对手那里没收来的。在巴拉圭，书籍和军火是为数不多的免税物品之一。

### 农业
1820年10月，一场蝗灾摧毁了大部分农作物。于是弗朗西亚下令种植第二季作物。从那时起，巴拉圭农民每年种植两种作物。十年来，弗朗西亚分四个阶段将一半的土地收归国有。他先是没收了叛徒的土地，然后是神职人员（1823年）、非法占用者（1825年），最后是未使用的土地（1828年）。这片土地要么由士兵直接管理，用来生产部队的给养，要么租借给农民。到1825年，巴拉圭的甘蔗已经实现自给自足，小麦也被引进。在他生命的最后时期，弗朗西亚无情地把所有的牛关在伊塔普阿省，以阻止瘟疫从阿根廷蔓延，直到疫情消失。

### 难民
和一般人的刻板印象相反，巴拉圭当时并不是完全孤立的，弗朗西亚欢迎来自各国的政治难民。1820年，乌拉圭独立战争的英雄何塞·阿蒂加斯和他的200名部下被弗朗西斯科·拉米雷斯追捕，万幸的是他在巴拉圭获得庇护。即使在弗朗西亚死后，他仍留在巴拉圭，并且每月都能领取30美元的退休金。1820年，弗朗西亚下令给逃跑的奴隶提供避难所，从科连特斯来的难民都要分发独木舟和土地。1839年，一群巴西逃兵在巴拉圭收到了热情的款待。许多从前的奴隶被弗朗西亚派去看守特维戈的流放地。

### 教会的国有化
1815年，巴拉圭的罗马天主教会宣布独立于布宜诺斯艾利斯和罗马。弗朗西亚没收了教会的财产，并任命自己为巴拉圭教会的领袖，这让人想起亨利八世宣称自己是英格兰教会的最高领袖。教皇庇护七世因此将他逐出教会，对此弗朗西亚的回应是:“如果圣父本人来到巴拉圭，我将让他做我的私人牧师。”
1816年6月中旬，弗朗西亚下令除了基督圣体圣血节外，所有夜间游行都被禁止。1819年，主教被说服将权力移交给总督，1820年修士被世俗化。1820年8月4日，所有神职人员被迫宣誓效忠国家，他们的神职豁免被取消。该国的四所修道院在1824年被收归国有，其中一座后来被拆毁，另一座成为教区教堂。剩下的两座变成了炮兵公园和兵营，而三座修道院也变成了兵营。他废除了宗教裁判所，把忏悔室改成了岗哨，并把帷幔做成了长矛兵的红背心。

## 个人生活
弗朗西亚对性的看法非常开放。他使婚姻受到高税收和限制，并坚持由他亲自主持所有婚礼。弗朗西亚保留着所有与他发生关系的女人的记录，尽管没有正式的的婚姻关系，他还是生了七个私生子，最大的是乌巴尔达·加西亚·德·卡涅特。当他发现有人在宫殿外卖淫时，他宣布卖淫是一种光荣的职业，所有的妓女都应该戴上金梳子。因此，她们被称为“peinetas de oro”(金梳子)，以羞辱西班牙妇女，因为这是西班牙的时尚。
弗朗西亚对暗杀采取了几项预防措施。他会自己锁上宫殿的门，自己抽的雪茄都是亲姐妹制作的以确保没有毒，甚至睡觉时枕头下都藏着一把手枪。尽管如此，一个女仆还是试图用一块蛋糕毒死他。谁也走不到离他六步路远的地方，每当他骑马外出时，他都会把路上的灌木丛和树木连根拔起，这样刺客就无法躲藏;他走过的时候，所有的百叶窗都得关上，行人必须匍匐在他面前。
弗朗西亚过着斯巴达式的生活，除了一些书籍和家具，他仅有的财产是一个烟盒和一个锡制糖果盒。弗朗西亚离任时国库里的钱至少是他上任时的两倍，其中包括36500比索的未动用工资，相当于几年的工资。

## 遗产
弗朗西亚在国外的评价以负面为主，著名的生物学家查尔斯·达尔文希望他被推翻，但是托马斯·卡莱尔（他曾声称自己不是民主的朋友）发现即使在弗朗西亚的批评者的出版物中也表达了对弗朗西亚的钦佩之情。卡莱尔在1843年的一篇文章中写道，“除非闭上嘴巴，否则个人判断的自由在巴拉圭将走向终结”，但他认为，在这样的一种社会环境下，这对“高乔人⋯⋯还不符合宪法自由。”清朝的徐继畬则在《瀛寰志略》中给出了正面的评价，称弗朗西亚“阴鸷有权略，詰暴除奸，土人畏服，国虽小而张甚，邻不敢侵”。
弗朗西亚向巴拉圭灌输了一种专制统治的传统，这种统治一直持续到1989年，只有几次中断。他仍然被视为民族英雄，在亚瓜龙有一座纪念他的博物馆。里面有他和他女儿的画像，还有他的糖果盒、烛台和烟盒。巴拉圭作家奥古斯托·罗亚·巴斯托斯写了一本名为《我，至高无上》的小说，对弗朗西亚充满争议的一生进行了介绍。